# 境木本町
境木本町（さかいぎほんちょう）は、神奈川県横浜市保土ケ谷区の地名。「丁目」の設定のない単独町名である。住居表示実施済区域。

## 地理
南部は旧東海道の権太坂を登りきったあたりに面し、境木地蔵がある。北西側を東海道本線に接する。

### 地価
住宅地の地価は、2024年（令和6年）7月1日の公示地価によれば、境木本町56-18の地点で22万2000円/m²となっている。

## 歴史

### 町名の由来
境木町と同様に境木地蔵に由来する。境木の中でも中心地に位置し地元の要望から「境木本町」となった。

### 沿革
- 1981年（昭和56年）7月13日 - 住居表示の実施（保土ケ谷区権太坂・法泉等地区[8]）に伴い、権太坂、境木町の各一部から新設される[6][9]。

## 世帯数と人口
2025年（令和7年）6月30日現在（横浜市発表）の世帯数と人口は以下の通りである。
| 町丁     | 世帯数    | 人口    |
| -------- | --------- | ------- |
| 境木本町 | 1,548世帯 | 3,699人 |

### 人口の変遷
国勢調査による人口の推移。
| 年                 | 人口  |
| ------------------ | ----- |
| 1995年（平成7年）  | 3,394 |
| 2000年（平成12年） | 3,581 |
| 2005年（平成17年） | 3,931 |
| 2010年（平成22年） | 3,918 |
| 2015年（平成27年） | 3,945 |
| 2020年（令和2年）  | 3,835 |

### 世帯数の変遷
国勢調査による世帯数の推移。
| 年                 | 世帯数 |
| ------------------ | ------ |
| 1995年（平成7年）  | 1,110  |
| 2000年（平成12年） | 1,263  |
| 2005年（平成17年） | 1,411  |
| 2010年（平成22年） | 1,440  |
| 2015年（平成27年） | 1,463  |
| 2020年（令和2年）  | 1,470  |

## 学区
市立小・中学校に通う場合、学区は以下の通りとなる（2024年11月時点）。
| 番・番地等                           | 小学校               | 中学校             |
| ------------------------------------ | -------------------- | ------------------ |
| 1〜17番、20〜21番 28〜67番、69〜72番 | 横浜市立境木小学校   | 横浜市立境木中学校 |
| 18〜19番、22〜27番                   | 横浜市立権太坂小学校 | 横浜市立境木中学校 |
| 68番                                 | 横浜市立東品濃小学校 | 横浜市立平戸中学校 |

## 事業所
2021年（令和3年）現在の経済センサス調査による事業所数と従業員数は以下の通りである。
| 町丁     | 事業所数 | 従業員数 |
| -------- | -------- | -------- |
| 境木本町 | 60事業所 | 277人    |

### 事業者数の変遷
経済センサスによる事業所数の推移。
| 年                 | 事業者数 |
| ------------------ | -------- |
| 2016年（平成28年） | 46       |
| 2021年（令和3年）  | 60       |

### 従業員数の変遷
経済センサスによる従業員数の推移。
| 年                 | 従業員数 |
| ------------------ | -------- |
| 2016年（平成28年） | 199      |
| 2021年（令和3年）  | 277      |

## その他

### 日本郵便
- 郵便番号 : 240-0033[3]（集配局：保土ヶ谷郵便局[19]）

### 警察
町内の警察の管轄区域は以下の通りである。
| 番・番地等 | 警察署         | 交番・駐在所 |
| ---------- | -------------- | ------------ |
| 全域       | 保土ケ谷警察署 | 元町橋交番   |